# عبد الرازق عبد الفتاح
عبد الرازق عبد الفتاح إبراهيم هو أستاذ جامعي للهندسة الميكانيكية بكلية الهندسة جامعة حلوان وهو أول رئيس لجامعة حلوان وأحد مؤسسيها.

## نشأته وتعليمه
ولد عبد الرازق عبد الفتاح عام 1919 في مركز بنها بمحافظة القليوبية. تخرج من كلية الهندسة جامعة عين شمس عام 1954، وحصل علي الماجستير من جامعة ديترويت عام 1958، ودكتوراه الفلسفة في الهندسة الميكانيكية من جامعة ميتشجان عام 1960.

## مساره العملي والوظيفي
عند عودته تقلد منصب عميد المعهد العالي للتكنولوجيا والتربية، ثم عين وكيلا لمكتب البعثة التعليمية ببون، ألمانيا الغربية، وعاد بعدها لعمادة المعهد العالي للتكنولوجيا بالمطرية، و تقلد بعد ذلك منصب وكيل وزارة التعليم العالي لشئون المعاهد العليا، وفي هذه الفترة وضع مع قيادات المعاهد العليا قانون تأسيس جامعة حلوان التكنولوجية وعين أول رئيس لها حتي 1979 وبعدها عاد إلي كلية الهندسة بالمطرية.
انتخب عضوًا للمجلس الأعلي لنقابة المهندسين المصرية وأمينا عاما للنقابة ووكيلا لها. واختير عضوا بالمجمع العلمي المصري، وأكاديمية البحث العلمي والتكنولوجيا، ومجمع اللغة العربية، والمجالس القومية المتخصصة، كما كان رئيسا للجنة التعليم الهندسي بالمجلس الأعلى للجامعات. كما تولي رئاسة المجلس الاستشاري لمركز الأهرام للترجمة والنشر.

## الأوسمة والجوائز
- وسام الجمهورية من الطبقة الأولي (1979).
- جائزة الدولة التقديرية للعلوم الهندسية (1984).
- وسام الاستحقاق من الطبقة الأولي (1985).
- جائزة مبارك للعلوم والتكنولوجيا (2004).[2]